# (16106) Carmagnola
(16106) Carmagnola (1999 VW212) – planetoida z pasa głównego asteroid okrążająca Słońce w ciągu 3,56 lat w średniej odległości 2,33 j.a. Odkryta 12 listopada 1999 roku.